# تادموشتوم
تادموشتوم یا Dadamušda الهه‌ای بین‌النهرینی در ارتباط با جهان زیرین یود.

## ارتباط با سایر خداییان
بر اساس فهرست خدای آن = آنوم (لوح VI، سطر ۱۵)، تادموشتوم دختر نرگال، خدای جهان زیرین، بود. بر اساس همین منبع، خدایی دیگری با شخصیت مشابه، شوبولا، به عنوان شوهر او در نظر گرفته می‌شد. او نیز مانند هر دوی این خداdیان با جهان زیرین مرتبط بود.

## گواهی‌ها
قدیمی‌ترین گواهی‌های موجود از تادموشتوم مربوط به دوره اور سوم است.